# Johann Jakob Bernhardi
Johann Jakob Bernhardi (Erfurt, 1 de septiembre de 1774 - Erfurt, 13 de mayo de 1850) fue un médico y botánico alemán.
Estudió Medicina y Botánica en la Universidad de Erfurt, al terminar ejerció esa profesión durante un tiempo en su ciudad natal. Más tarde, ingresó en la Universidad de Erfurt como profesor de Botánica y director del Jardín Botánico cargo que cumplió hasta su muerte en el año 1850, siendo enterrado en la avenida central de este jardín botánico.

A lo largo de su vida gracias a adquisiciones e intercambios con otros botánicos, configuró en la Alemania del siglo XVIII y siglo XIX un enorme Herbario de unas 60.000 plantas con especímenes de Norteamérica, Sudamérica, Asia, y África.

Este herbario no permaneció en Alemania sino que por medio del corretaje de George Engelmann, quien en 1857 poco después de la muerte de Bernhardi compró el herbario íntegro en la cantidad de 600 dólares para Henry Shaw, fundador del Jardín Botánico de Misuri en Estados Unidos, siendo este el núcleo de la colección y del museo inicial de este Jardín Botánico (actualmente el "Missouri Botanical Garden herbarium" contiene por encima de 5 millones de especímenes y la biblioteca más de 120.000 volúmenes).

Estudió y describió varias especies de orquídeas que llevan su abreviatura en el nombre específico entre ellos Epipactis atrorubens.

También describió una especie de rosa sin espinas, Rosa × francofurtana que encontró en el jardín de la casa de Johann Wolfgang von Goethe en Weimar.

## Obras
- " Catalogus plantarum horti Erfurtensis ", Bernhardi, Johann Jakob. 1799
- "Systematisches Verzeichnis der Pflanzen, welche in der Gegend um Erfurt gefunden werden, entworfen von D. Johann Jakob Bernhardi. Erster Theil. ", Bernhardi, Johann Jakob. Erfurt. 1800
- "Anleitung zu Kenntnis der Pflanzen", Bernhardi, Johann Jakob. Erfurt. 1804
- "Beobachtungen über Pflanzengefäße", Bernhardi, Johann Jakob. 1805
- "Über den Begriff der Pflanzenart und seine Anwendung", Bernhardi, Johann Jakob. Erfurt.1834

- La abreviatura «Bernh.» se emplea para indicar a Johann Jakob Bernhardi como autoridad en la descripción y clasificación científica de los vegetales.[1]